# HOXC6
HOXC6‏ (Homeobox C6) هوَ بروتين يُشَفر بواسطة جين HOXC6 في الإنسان.